# Thorigny-sur-Oreuse
Thorigny-sur-Oreuse este o comună în departamentul Yonne, Franța. În 2009 avea o populație de 1,477 de locuitori.

## Evoluția populației
| An        | 1975 | 1982  | 1990  | 1999  | 2006  | 2009  |
| --------- | ---- | ----- | ----- | ----- | ----- | ----- |
| Populație | 963  | 1,002 | 1,135 | 1,262 | 1,424 | 1,477 |